# خورشیدگرفتگی ۱ فوریه ۱۸۱۳
خورشیدگرفتگی ۱ فوریه ۱۸۱۳ (به انگلیسی: Solar eclipse of 1 February 1813) یک خورشیدگرفتگی از نوع خورشیدگرفتگی حلقه‌ای بود. این خورشیدگرفتگی در تاریخ  ۱ فوریه ۱۸۱۳ روی داد که زمان اوج آن، ساعت ۸:۵۸:۲۷ به‌وقت ساعت هماهنگ جهانی بوده‌است.  مدت‌زمان و طول این خورشیدگرفتگی ۰۱ دقیقه و ۵۳ ثانیه بود.